# Juan Sandoval Íñiguez
Juan Sandoval Íñiguez, mehiški rimskokatoliški duhovnik, škof in kardinal, * 28. marec 1933, Yahualica.

## Življenjepis
27. oktobra 1957 je prejel duhovniško posvečenje.
3. marca 1988 je bil imenovan za škofa pomočnika Ciudad Juáreza; 30. aprila istega leta je prejel škofovsko posvečenje. 
11. julija 1992 je nasledil škofovski položaj.
21. aprila 1994 je postal nadškof Guadalajare.
26. novembra 1994 je bil povzdignjen v kardinala in imenovan za kardinal-duhovnika Nostra Signora di Guadalupe e S. Filippo Martire.